# Raimondo Recrosio
Mons. Raimondo Maria Recrosio (1. října 1657, Vercelli – 1. května 1732, Nice) byl italský římskokatolický duchovní, barnabita a biskup Nice.

## Život
Narodil se 1. řîjna 1657 ve Vercelli.
Studoval teologii a filosofii na koleji Chappuy v Annecy. Vstoupil do řádu Barnabitů a 16. března 1680 byl vysvěcen na jáhna. Kněžské svěcení proběhlo 21. září 1680. Byl přidělen do barnabitské komunity v Thonon-les-Bains. Jako kněz prováděl lidové misie v oblasti Chablais. Poté se stal představeným ve Vercelli.
Dne 23. července 1727 byl zvolen biskupem Nice. Tato volba byla schválena 30. července stejného roku. Dne 21. září byl arcibiskupem Pierrem Guérinem de Tencin vysvěcen na biskupa. Spolusvětiteli byli biskup Dominique Laurent de Berton des Balbes de Crillon a biskup Charles-Léonce-Octavien d'Antelmy.
Zanechal po sobě řadu děl, které byly plodem jeho kazatelské činnosti a exercicií. Byl znám jako jeden z prvních ctitelů Nejsvětějšího Srdce Ježíšova.
Zemřel 1. května 1732.

## Proces svatořečení
Jeho proces svatořečení byl zahájen v diecézi Nice.